# أن كوم أيه
أن كوم أيه (الكورية: 안금애) (من مواليد 3 يونيو 1980) هي لاعبة جودو كورية شمالية.